# Szczepan Baum
Szczepan Karol Stanisław Baum (ur. 25 grudnia 1931 w Warszawie, zm. 25 stycznia 2014 w Gdańsku) – polski architekt, laureat Honorowej Nagrody SARP w 1991.

## Życiorys
Szczepan Baum był profesorem Politechniki Gdańskiej i autorem wielu obiektów w Gdańsku i na Pomorzu Gdańskim. Studiował na Wydziale Inżynieryjno-Budowlanym Architektury Politechniki Śląskiej w Gliwicach (1949-1954) i na Wydziale Architektury Politechniki Gdańskiej (1954-1956). Doktorat zrobił w 1993 w tejże uczelni. 
Wpisuje się w nurt architektury modernizmu i postmodernizmu. Projektował m.in. obiekty użyteczności publicznej takie jak terminal lotniczy w Gdańsku Rębiechowie czy gdańską Galerię Handlową „Madison”, jednak głównym tematem jego projektów były kościoły, których zaprojektował ponad 20. Najważniejszymi są kościół we Władysławowie, kościół św. Jacka w Straszynie, Zespół Domu Samotnej Matki i kościół parafialny Wniebowzięcia NMP w Gdańsku – Matemblewie. W 2003 odznaczony Krzyżem Oficerskim Orderu Odrodzenia Polski. W 2019 pośmiertnie został odznaczony Krzyżem Wolności i Solidarności.
Został pochowany na cmentarzu przy kościele pod wezwaniem św. Jacka w pomorskim Straszynie.

## Dzieła
Projekty zrealizowane (w kolejności chronologicznej)
- Kościół we Władysławowie, Szczepan Baum, Andrzej Kulesza, 1957–1961. W 1987 został wpisany do rejestru obiektów zabytkowych. Wolnostojąca dzwonnica i wieża widokowa oraz modernizacja elewacji kościoła we Władysławowie, Szczepan Baum, 1995–1997.
- Ośrodek wczasowy  w Lisim Jarze, Szczepan Baum, Jerzy Piaseczny, Stefan Philipp, I nagroda w konkursie SARP, 1959–1962 (obiekt już nie istnieje).
- Dzierzgoń - odbudowa Starego Miasta, Szczepan Baum, 1959–1963.
- Budynek biurowy "Miastoprojekt" w Gdańsku, 1962–1966.
- Malbork - odbudowa Starego Miasta, Szczepan Baum, 1960–1969, nagroda resortowa MBiPMB.
- Dom Technika w Gdańsku przy ulicy Rajskiej, Szczepan Baum, Danuta Olędzka, 1968–1974, I nagroda w konkursie SARP i nagroda resortowa MBiPMB
- Hotel "Orbis-Hevelius" w Gdańsku, Szczepan Baum, Adam Matoń, 1971–1979, nagroda resortowa MbiPMB.
- Kino "Kopernik" w Olsztynie, Szczepan Baum, 1975–1979.
- Plac Solidarności wokół Pomnika Poległych Stoczniowców w Gdańsku, Wojciech Mokwiński, Szczepan Baum i Jacek Kreutz, 1980.
- Dom parafialny przy kościele Serca Jezusowego w Gdańsku Wrzeszczu, Szczepan Baum, 1982.
- Osiedle "Niedźwiednik" w Gdańsku, Szczepan Baum, Danuta Dzierżanowska, 1978-1983.
- Kościół św. Antoniego w Zduńskiej Woli, Szczepan Baum, 1976-1984.
- Bank Gdański – przebudowa i modernizacja elewacji, Szczepan Baum, Andrzej Kwieciński, 1987.
- Odbudowa Starego Miasta w Elblągu.
- Kino "Narie" i Dom Kultury w Morągu, Szczepan Baum, Andrzej Kwieciński, 1983-1988. Wyróżnienie Nagrody Roku SARP - 1989.
- Kościół św. Jacka w Straszynie pod Gdańskiem, Szczepan Baum, 1983-1989. Wyróżnienie specjalne Nagrody Roku SARP 1988, nagroda resortowa MBiPMB I stopnia 1989, nagroda im. św. Brata Alberta 1994.
- Dom Prezydenta RP Lecha Wałęsy w Gdańsku Oliwie[4], Szczepan Baum, Andrzej Kwieciński, Marcin Ochmański, 1996.
- Kościół Świętej Rodziny w Elblągu, Szczepan Baum, 1996.
- Port lotniczy Gdańsk-Rębiechowo im. Lecha Wałęsy, Szczepan Baum, Andrzej Kwieciński i Marcin Ochmański, 1995-1997. Wyróżnienie Specjalne Nagrody Roku SARP 1997.
- Hotel Hanza w Gdańsku, Szczepan Baum, Andrzej Kwieciński, 1994–1996, nagroda MSWiA 1997.
- Kościół św. Marka w Kątach Rybackich, Szczepan Baum, 1991–1998.
- Kościół św. Wojciecha w Kwidzynie, Szczepan Baum, od 1996–1998.
- Kościół bł. Edyty Stein w Koszwałach pod Gdańskiem, Szczepan Baum, 1997–1998.
- Kościół pw.Chrystusa Zbawiciela w Gdańsku-Osowie, Szczepan Baum, Andrzej Kwieciński, realizacja 1983-1999.
- Kościół św. Wojciecha w Gdańsku – Świbnie, Szczepan Baum, Andrzej. Kwieciński, 1990–1999.
- Cukiernia i piekarnia "Pellowski" w Gdańsku, Szczepan Baum, Andrzej Kwieciński, Marcin Ochmański 1997–1999.
- Ołtarz papieski w Elblągu na wizytę bł. Jana Pawła II, Szczepan Baum, czerwiec 1999.
- Zespół Domu Samotnej Matki i kościół parafialny Matki Bożej Brzemiennej w Gdańsku – Matemblewie, Szczepan Baum, 1992–2000.
- Kościół św. Józefa Oblubieńca Najświętszej Maryi Panny w Słupsku, Szczepan Baum, 1992–2000.
- Budynek biurowy firmy HOSSA w Gdyni, Szczepan Baum, Jacek Droszcz, Adam Drohomirecki, Andrzej Kwieciński, 1994-2000. I nagroda w konkursie. Nagroda resortowa II st. MSWiA 2001.
- Wydział Prawa i Administracji Uniwersytetu Gdańskiego, Szczepan Baum, Jacek Droszcz, Adam Drohomirecki, Andrzej Kwieciński – I nagroda w konkursie SARP 1994, realizacja 1996-2001.
- Galeria Handlowa Madison, ul. Rajska w Gdańsku, Szczepan Baum Andrzej Kwieciński i Marcin Woyciechowski, 2002.
- Dom mieszkalny „na Skarpie” w Gdańsku przy ulicy Szczodrej, Szczepan Baum, Andrzej Kwieciński, 2003-2004.
- Galeria Bałtycka w Gdańsku Wrzeszczu, inwestycja firmy ECE, Szczepan Baum, Bazyli Domsta, Jacek Droszcz, Zbigniew Kowalewski, Andrzej Kwieciński, 2005-2007.
- Kościół św. Rafała Kalinowskiego w Gdańsku Złotej Karczmie, Szczepan Baum, plebania Andrzej Kwieciński, 2008.
- Hotel Posejdon w Gdańsku Jelitkowie – modernizacja elewacji, Szczepan Baum, Andrzej Kwieciński, 2008.
- Kościół św. Urszuli Ledóchowskiej w Gdańsku Chełmie, Szczepan Baum, Andrzej Kwieciński i †Tomasz Kiernicki, 1986–2008.
- Kościół św. Ojca Pio, Gdańsk-Ujeścisko, Szczepan Baum, 2002–2011.
- Ratusz Staromiejski w Elblągu, Szczepan Baum, Wanda Grodzka, Andrzej Kwieciński, 2004–2012.

Projekty w trakcie realizacji

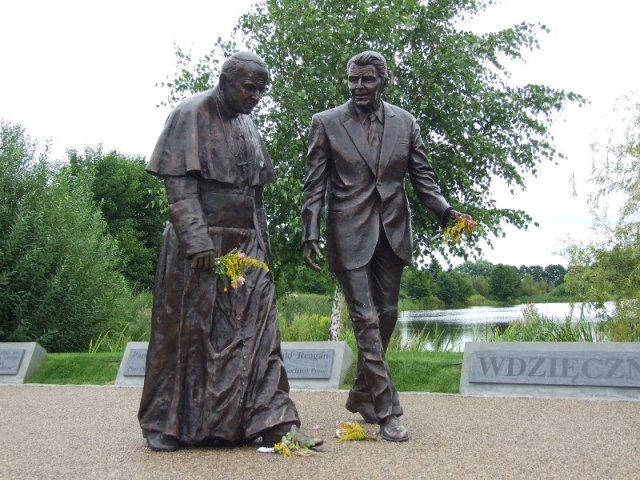
Pomnik Jana Pawła II i Ronalda Reagana

- Kościół Niepokalanego Poczęcia NMP w Ostrowie, gmina Władysławowo, Szczepan Baum, początek budowy 2003.
- Kościół św. Teresy Benedykty od Krzyża (Edyty Stein), Gdańsk-Ujeścisko, początek budowy 2008.
- Kościół św. Jakuba Apostoła w Łebie

Tablice i pomniki
- Pomnik Jana Pawła II i Ronalda Reagana w parku im. Ronalda Reagana w Gdańsku. Odsłonięty 14 lipca 2012.
- Tablica Kuklińskiego w Bazylice Mariackiej w Gdańsku.
- Tablica Solidarności w Bazylice Mariackiej w Gdańsku, Szczepan Baum, 2004.